# Calvin Newborn
Calvin Newborn (27. dubna 1933 Whiteville, Tennessee, USA – 1. prosince 2018 Jacksonville) byl americký jazzový kytarista. Svou kariéru zahájil koncem čtyřicátých let. V roce 1953 hrál ve skupině svého bratra, klavíristy Phinease Newborna. V roce 1959 se stal členem doprovodné skupiny klavíristy Earla Hinese. Během své kariéry vydal několik alb jako leader a spolupracoval s mnoha hudebníky, mezi které patří B. B. King, Booker Little, Jimmy Forrest, Sun Ra nebo Lou Donaldson.